# 马尔皮卡-德贝甘蒂尼奥斯
马尔皮卡-德贝甘蒂尼奥斯（西班牙語：Malpica de Bergantiños）是西班牙加利西亚自治区拉科鲁尼亚省的一个市镇。总面积61km², 总人口7042人（2001年），人口密度115人/km²。